# Hudau
El Hudau és un riu d'Alemanya que neix a Bad Bramstedt de l'aiguabarreig de l'Schmalfelder Au amb l'Ohlau, a l'estat de Slesvig-Holstein. En confluir amb l'Osterau al mateix municipi forma el Bramau que desguassa a l'Stör, un afluent dret de l'Elba. És navegable amb canoa.
El nom prové d'un antic substantiu germànic hude que significa lloc protegit, petit atracador, magatzem riberenc i -au que significa aigua, rec, riu. Aquest -hude es torna a trobar en molts topònims, quasi sempre prop d'un riu: Buxtehude, Winterhude… a la zona costenca del mar del Nord (amb les variacions -ide en neerlandès i -hide, hythe en anglès). Hudau significaria doncs petit port fluvial.